# 青春の忘れ物
「青春の忘れ物」（せいしゅんのわすれもの）は、堀ちえみの16枚目のシングル。1985年9月25日にキャニオン・レコードよりリリースされた。

## 概要
表題曲「青春の忘れ物」はマイナー調のスローバラード。このシングルが発売された頃、堀は翌年放送予定のドラマ『花嫁衣裳は誰が着る』の撮影中であり、さらにコンサートや映画の撮影などが重なり、堀曰く、疲労が続いていたのでこの曲は休息を与えてくれたような印象があるという。(CD-BOXブックレットでのコメント)
2005年に歌手活動を再開し、開催されたコンサートのタイトルも『青春の忘れ物』である。しかし、そのコンサートではこの曲は選曲されず、堀のエッセイ『きょうの空模様』にて「歌うのを忘れていた」とコメントしている。2007年のデビュー25周年のライブハウス公演『君といる世界』で選曲された。

## 収録曲
1. 青春の忘れ物
作詞：売野雅勇／作曲：鈴木キサブロー／編曲：後藤次利
2. サヨナラなんて言ってあげない
作詞：鈴木博文／作曲：松田良／編曲：鈴木茂